# José María Mompín
José María Mompín Gómez (Valladolid, 1920 - † Madrid, 4 de febrero de 1979) fue un actor español.

## Biografía
Su vocación interpretativa le llega cuando cursa estudios universitarios, que abandona para dedicarse a su gran vocación. Actor, eminentemente teatral, tuvo su primer éxito sobre las tablas con una obra de Peter Ustinov titulada El amor de los cuatro coroneles. Otros ejemplos en su repertorio incluyen Plaza de Oriente (1947), de Joaquín Calvo Sotelo, La fierecilla domada (1953), Medida por medida (1955), de Shakespeare, Electra (1955), de Sófocles, Usted no es peligrosa (1955), de Víctor Ruiz Iriarte, El mejor alcalde el rey (1955), de Lope de Vega, Mancha que limpia (1955), de José de Echegaray, El cuarto de estar (1956), de Graham Greene, La Celestina (1956), de Fernando de Rojas, El fin del paraíso (1956), de J. B. Priestley, El mensajero (1956) y Viaje en un trapecio (1970), ambas de Jaime Salom, La feria de Cuernicabra (1956), de Alfredo Mañas, Macbeth (1957) de Shakespeare - todas las mencionadas junto a María Jesús Valdés -, La otra vida del Capitán Contreras, La hora de la fantasía,  La amante, No te pases de la raya, cariño, El rapto y No hay novedad, Doña Adela (1959), de Alfonso Paso o Un mes en el campo (1964), de Iván Turguénev.
No obstante, sus mayores triunfos son tributarios de su puesta en escena de obras del dramaturgo Miguel Mihura, de quien interpretó Melocotón en almíbar (1961), con María Fernanda D'Ocón (1961), Sólo el amor y la luna traen fortuna (1968), con su esposa Paula Martel y sobre todo la célebre Ninette y un señor de Murcia (1964) y su continuación Ninette, modas de París (1966).
Su carrera cinematográfica fue menos celebrada, siempre en papeles de reparto. No obstante, intervino en una quincena de títulos entre los que destaca La mies es mucha (1948), de José Luis Sáenz de Heredia, El negro que tenía el alma blanca (1951), de Hugo del Carril, No desearás la mujer de tu prójimo (1968), de Pedro Lazaga y Mi hija Hildegart (1977), de Fernando Fernán Gómez.